# Amt Dahme/Mark
Het Amt Dahme/Mark is een samenwerkingsverband van 4 gemeenten en ligt in het Landkreis Teltow-Fläming in de Duitse deelstaat Brandenburg. Het Amt telt 8.989 inwoners. Het bestuurscentrum bevindt zich in de stad Dahme/Mark.

## Gemeenten
Het Amt bestaat uit de volgende gemeenten:
- Dahme/Mark (stad) met de Ortsteilen Buckow, Dahme/Mark, Gebersdorf, Kemlitz, Kemlitz-Altsorgefeld, Kemlitz-Schlagsdorf, Niebendorf-Heinsdorf, Rosenthal, Schöna-Kolpien, Schwebendorf, Sieb, Wahlsdorf en Zagelsdorf
- Dahmetal met de Ortsteilen Görsdorf, Görsdorf-Liebsdorf, Görsdorf-Liedekahle, Prensdorf en Wildau-Wentdorf
- Ihlow met de Ortsteilen Bollensdorf, Ihlow, Illmersdorf, Mehlsdorf, Mehlsdorf-Karlsdorf, Niendorf en Rietdorf
- Niederer Fläming, bestaande uit 23 Ortsteile, waaronder Lichterfelde, Werbig en Wiepersdorf; te Lichterfelde staat een dependance van het Amts-bestuur.